# Предложения Рамсея
Предложения Рамсея — формальное логическое построение, заложенное Фрэнком Рамсеем и развитое Рудольфом Карнапом. Предложения Рамсея направлены на решение вопроса об эмпирическом статусе теоретических терминов и их разграничении с метафизическими терминами. В своих работах Рамсей и Карнап стремились предоставить предложениям, состоящим из теоретических терминов, статус терминов наблюдения.

## Построение предложений Рамсея
Теория должна быть сформулирована на языке {\displaystyle L(Vo,Vt)}, где {\displaystyle Vt} — теоретические термины, {\displaystyle Vo} — наблюдаемые термины. Разделение описательного словаря проводит черту между {\displaystyle T}- и {\displaystyle C}-аксиомами, где {\displaystyle T}-аксиомы содержат только символы {\displaystyle Vt}, а {\displaystyle C}-аксиомы содержат символы {\displaystyle Vo} и {\displaystyle Vt}. {\displaystyle C}-аксиомы устанавливают связь между теоретическим и наблюдательным терминами. {\displaystyle TC} обозначает соединение {\displaystyle T}- и {\displaystyle C}-аксиом.
Предложение Рамсея теории {\displaystyle TC} на языке {\displaystyle L(Vo,Vt)} получается следующими двумя преобразованиями соединения {\displaystyle T}- и {\displaystyle C}-аксиом. Сначала все теоретические символы в этом соединении заменяются на переменные высшего порядка соответствующего типа. Затем эти переменные связываются с помощью экзистенциальных квантификаторов высшего порядка. В результате получается предложение высшего порядка следующего вида: {\displaystyle (TC^{R})\exists X_{1}...\exists X_{n}TC(n_{1},...,n_{k},X_{1},...,X_{n})}
где {\displaystyle X_{1},...,X_{n}} — переменные высшего порядка.
Это предложение говорит о том, что существует расширенная интерпретация теоретических терминов, которая вместе с ранее полученной интерпретацией языка наблюдения {\displaystyle L(Vo)}, проверяет аксиомы.
По словам Карнапа, Рамсей был озабочен тем, что термины для теоретических построений не могут описываться также, как эмпирические термины. В итоге это приводит философию науки к вопросу о соответствии реального мира и теоретических терминов. Для того, чтобы снять вопрос о существовании того или иного объекта в принципе, возможно обращение к предложениям Рамсея, где элементы, описываемые научным языком, переводятся на формальный язык логики.
Карнап предлагает совершать перевод через два этапа:
1) Термины класса (напр. макротела, микротела и события) и термины отношения (различные физические величины) меняются на соответствующие переменные класса и отношений.
2) Перед формулой-предложением ставится квантор существования для каждой из переменных, упоминаемых далее в тексте.
В таком случае термины из реального мира обозначаются как нечто существующее в рамках определенной системы и лишаются семантической составляющей, которая позволила бы ставить под сомнение их присутствие в реальном мире. Сам Рамсей полагал, что вопросы о существовании того или иного объекта науки нерелевантны, если в рамках определенной теории существование этого объекта подтверждено (неважно, эмпирически или теоретически), и если он является важным элементом языка своей теории.
Карнап приводит практический пример перевода обычного предложения в рамсеевское на примере выражения того, что некий объект имеет массу 5 г. В символическом языке это будет выглядеть как «некий объект [допустим] № 17 имеет массу 5 г». В теоретическом термине это может быть представлено как «Мас (17) = 5» Но для предложения Рамсея следует преобразовать теоретические термины класса и отношения в переменные, а также указать квантор существования для обоих видов. В итоге, в самом простом случае предложение будет выглядеть так:
{\displaystyle (\exists C_{1})(\exists R_{1})[...C_{1}...R_{1}...{\text{и}}\ R_{1}(17)=5]}, где {\displaystyle C_{1}}- некий класс объектов, а {\displaystyle R_{1}} — конкретный объект (17) с отношением веса.
Однако для других теоретических терминов или законов требуется добавление еще больших переменных и кванторов существования. Например, так выглядит демонстрация теории, содержащей в себе ряд законов из кинетической теории газов, законов движения молекул, и т. д. вкупе с соответствующими терминами наблюдения: {\displaystyle (^{R}TC)\ (\exists C_{1})(\exists C_{2})(\exists R_{1})(\exists R_{2})(\exists R_{3})(\exists R_{4})[...C_{1}...C_{2}...R_{1}...R_{2}...R_{3}...R_{4}...;R_{1}...O_{1}...O_{2}....O_{3}...R_{2}...O_{4}...O_{m}]}.
Как видно, предложения, получаемые на основе рамсеевского метода, могут представлять из себя достаточно громоздкие конструкции, трудно оперируемые в повседневном языке общения ученых. Но по словам Карнапа Рамсей «просто имел в виду разъяснить, что любую теорию можно сформулировать на языке, который не требует теоретических терминов, но говорит те же самые вещи, что и обычный язык».

## Критика
Карл Густав Гемпель оценил в своей работе «Логика объяснения» рамсеевские предложения как инструменты придания характера истинности/ложности предложениям из теоретических терминов. Так как эти термины не определяются полностью в предварительных понятиях наблюдения, то предложения из них не имеют статус общеопределенного законченного характера. Однако предложения Рамсея, благодаря содержанию кванторов существования, получают возможность определения истинности из-за объявления эмпирического существования из вышеуказанных кванторов, так как характер их данности в реальном мире заменяется простым указанием на их существования.
Гемпель отмечает, что предложения Рамсея не устраняют окончательно теоретические термины, так как в них заменяются только «латинские константы на греческие переменные». Сами же предложения продолжают работать строго в рамках конкретной теории и с ее собственными выдвинутыми сущностями и наблюдаемыми в ней понятиями.

## Развитие концепции
Подход Рамсея, согласно которому теоретические термины рассматриваются как скрытые определенные описания (1931), был развит Карнапом (1966), и получил свою окончательную формулировку в работе Льюиса «Как определить теоретические термины» (1970). Дэвид Папино также развивает положения Рамсея(1996).
Дэвид Льюис, не соглашаясь с Рамсеем и Карнапом, указывает на то, что существование наблюдаемых терминов, которые не имели бы элементы теоретичности, невозможно. Тем не менее, введение способа определения теоретических терминов, который использует только логические операции и O-термины, которые существуют до установления теории, по мнению Льюиса, позволяет сохранить концептуальную идею, которую закладывал Рамсей в свою модель.
Льюис конструирует систему таким образом. Для теории T, введенные ею термины являются T-терминами (теоретическими терминами). O-термины — термины, предшествующие введению T-терминов, которые заимствуются из обыденного языка. Требование к Т-терминам — наименования. К O-терминам — должны пониматься независимо от введенных теоретических терминов. Первая стадия определения T-терминов — зафиксировать T таким образом, чтобы в ней присутствовали T-термины: T (t1, …, tn), где 't1', …, 'tn' — Т-термины. Исходя из этого определения T, подставляются свободные переменные для всех T-членов. Таким образом, получается формула реализации T: T (x1, …, xn), которая содержит только O-термины и свободные переменные. Сохраняя интерпретацию O-терминов фиксированной, можно сказать, что любой n-набор, который удовлетворяет формуле реализации T, реализует T или является реализацией T.
Говоря о реализации теорий, Льюис указывает на следующие ограничения для Т-терминов:
(1) Если существует уникальный n-набор, который реализует T, то T-термины называют, соответственно, компоненты соответствующего n-набора.
(2) Если существует более одной реализации T, то T-термины ничего не называют, поскольку нет возможность произвольно выбрать одну из реализаций Т.
(3) Если нет реализации T, то T-термины ничего не называют.
Имея значение постулатов, можно определить обозначение каждого термина, введенного теорией: i-й T-термин будет обозначать i-й член n-набора, который однозначно реализует T. Таким образом, t1 — первый член уникального n-набора, который реализует T; t2 — второй член уникального n-набора, который реализует T и так далее для остальных Т-терминов.
В некоторых моментах, пишет Льюис, легче ссылаться на обозначения Т-терминов как на объекты, которые играют или реализуют определенную причинную или функциональную роль в уникальной реализации Т. Под причинной ролью подразумевается свойство стоять в таких причинных отношениях с другими вещами, свойствами, классами и так далее, как определено Т. Например, T определяет причинную роль для t1. Такую причинную роль можно получить, взяв все предложения T, в которых встречается «t1», и подставив вместо них свободные переменные. Свойство, выраженное в результате открытого предложения, является причинной ролью.
Еще одну интерпретацию модели Рамсея предложил Дэвид Папино. Он, также, как и Льюис, оппонирует Карнапу и Рамсею, указывая на отсутствие способа провести грань между аналитическими (наблюдаемыми) и синтетическими (теоретическими) терминами. Но, в отличие от Льюиса, он заключает, что постулируемое отсутствие подобного разделения грозящее тем, что значение терминов, исходящих из теории, будет являться неопределенным, обычно не имеет значения, то есть теоретические определения не ставят под сомнение статус определяемых теорий. Это связано с тем, что отсутствие строгости в определении обычно не приводит к неопределенности в реферальном значении, поскольку теоретические термины, имеющие неопределенные реферальные значения, могут быть удалены путем ужесточения определения соответствующего термина.
Отвергая теорию причинности, Папино возвращается к идее теоретических определений как описания семантической работы научных терминов. Обосновывает он это тем, что теория причинности не может объяснить термины, которые введены для обозначения гипотетических сущностей, которые играют определенные теоретически роли. В силу этого Папино утверждает, что в структуре теоретических определений как таковых нет ничего, что подразумевало бы, что значение определенных терминов должно меняться всякий раз, когда изменяется понимание теории, из которой следует данный термин.
Для того, чтобы доказать, что нечеткость определения не имеет значения, Папино приводит пример, когда для предположения F, определяющий статус имеют: Ty (yes — да); Tn (no — нет); Tp (perhaps — возможно). До тех пор, пока Ty удовлетворяется только одним объектом безусловно, определение определяется. И до тех пор, пока Ty + Tp также удовлетворяется этой сущностью (Ty), несомненно, будет достаточно данных, чтобы гарантировать, что в определении нет недостатков в целом. Таким образом, если F имеет неточное определение подобного типа, но Ty достаточно силен, чтобы обеспечить определить F, а Ty + Tp сильны недостаточно, то эта неточность не важна. Тем не менее, Папино указывает на две опасности, которых следует избегать при подобном подходе. Важно, чтобы Ty не должен быть настолько слабым, чтобы не определять F, а также не должен быть настолько сильным, чтобы исключать Tp.